# 556-та піхотна дивізія (Третій Рейх)
556-та піхотна дивізія (Третій Рейх) (нім. 556. Infanterie-Division) — піхотна дивізія Вермахту, що входила до складу німецьких сухопутних військ у роки Другої світової війни.

## Історія з'єднання
556-та піхотна дивізія була сформована в Позені (Західна Пруссія) як гарнізон для оборони Верхнього Рейну у XII військовому окрузі (приблизно еквівалент сучасним Саар і Рейнланд-Пфальц) на франко-німецькому кордоні.
Її персонал комплектувався за рахунок колишнього особового складу 426-ї дивізії особливого призначення у Накелі. Дивізія мала три піхотні полки: 628-й піхотний полк був сформований у XVII військовому окрузі з особового складу кількох полків земельних стрільців, 629-й піхотний полк у XXI військовому окрузі із 138-го кулеметного полку та 650-й піхотний полк із різних підрозділів земельних стрільців та піхотних підрозділів в Ульмі та Рінтельні IX і XI військових округів, у тому числі шляхом передачі особового складу із частин 214-ї та 216-ї піхотних дивізій. Піхотні полки складалися з трьох батальйонів кожен. Крім того, дивізія мала 556-й артилерійський полк з трьох артилерійських дивізіонів (I./, II./ та III./ (з XI, X та XII військових округів відповідно)), 556-го загону оптичної розвідки (з XX військового округу) та підрозділів підтримки 556-ї дивізії (без протитанкового підрозділу), розвідувальний та інженерний батальйони. Особовий склад дивізії складався переважно зі старших строковиків, які були призвані у вересні 1939 року, а командиром дивізії протягом усього часу існування був генерал-лейтенант Курт фон Берг.
У травні та червні 1940 року 556-та дивізія виконувала завдання з охорони франко-німецького кордону у складі XXXIII вищого командування 7-ї армії разом із аналогічною 554-ю піхотною дивізією.
Частини дивізії прикривали німецький тил під час швидкого просування військ вермахту у ході битви за Францію. Через блискавичну перемогу Німеччини у кампанії дивізія стала непотрібною, і 26 липня 1940 року було видано директиву про розпуск дивізії. 13 серпня 1940 року дивізію було офіційно розпущено, а кілька піхотних батальйонів (II./628, III./628, II./629, III./629, I./640, III./640) були реорганізовані в окремі батальйони вартової охорони (нім. Heimat-Wach-Bataillone), які згодом були перепрофільовані в батальйони земельних стрільців.

## Райони бойових дій
- Західна Німеччина (лютий — серпень 1940)

## Командування

### Командири
- генерал-лейтенант Курт фон Берг (11 лютого — 13 серпня 1940)

### Підпорядкованість
| Час     | Корпус      | Армія | Група армій (округ) | Штаб     |
| ------- | ----------- | ----- | ------------------- | -------- |
| 1940    |             |       |                     |          |
| травень | XXXIII КОПр | 7 А   | Група армій «C»     | Рінтельн |
| липень  |             |       | XII ВО              | Гессен   |

### Склад
| 1940                                     |
| ---------------------------------------- |
| 628-й піхотний полк                      |
| 629-й піхотний полк                      |
| 630-й піхотний полк                      |
| 556-й артилерійський полк                |
| 556-й загін оптичної розвідки            |
| 556-те дивізійне управління забезпечення |